# Englebert II d'Enghien
Pour les articles homonymes, voir Enghien.
Englebert II d'Enghien, second fils d'Hugues d'Enghien et de Beatrix de Grimbergen, fut seigneur d'Enghien après son frère aîné Gossuin d'Enghien, de 1189 au 10 décembre 1193, date de son décès. 

## Biographie
Souvent confondu avec son fils et successeur Englebert III, mentionné depuis 1146/1148, Englebert II fut seigneur d'Enghien très peu de temps avant sa mort, mais fut avant cela associé au pouvoir à son frère aîné, Gossuin d'Enghien, qui n'avait pas de descendance. 

### Dans l'ombre de son frère aîné
En 1146/1148, Englebert II d'Enghien est cité comme le second des cinq fils d'Hugues, seigneur d'Enghien. Vers 1165, son frère aîné Gossuin a succédé à son père et est seigneur d'Enghien. C'est désormais dans son sillage qu'il sera la plupart du temps mentionné. Gossuin, chef de la famille, s'étant rapproché du comte de Hainaut, on ne s'étonnera pas de voir Englebert II figurer avec ses frères Gossuin et Boniface dans l'armée hennuyère que assiégea la ville d'Arlon en 1172. Mais il se retrouve aussi à la même époque dans l'entourage des Bruxelles-Aa dont il était, par son mariage avec Elisabeth, l'un des cohéritiers. 

### Associé au pouvoir comme héritier de son frère
Son frère aîné, Gossuin, n'ayant pas d'enfants de son mariage avec Gisèle de Bruxelles-Aa, c'est Englebert II et ses fils qui devaient hériter de la seigneurie d'Enghien. En 1186, les frères Gossuin et Englebert sont explicitement cités tous les deux comme seigneurs d'Enghien. Englebert II était donc associé au pouvoir avant même de succéder à son frère aîné. En 1189, par contre, Englebert II est désormais seul seigneur d'Enghien. Il était alors fort âgé. 

### Conflit avec le comte Baudouin V de Hainaut
Si son frère aîné s'était visiblement rapproché du comte de Hainaut, une fois seul seigneur d'Enghien, Englebert II entra en conflit avec lui, ce qui aboutira au siège du château d'Enghien en 1191. Ce conflit a souvent été considéré comme un épisode des guerres récurrentes entre le comte de Hainaut et le duc de Brabant, mais il est sans doute davantage lié à la succession de la seigneurie d'Enghien. Tout comme l'avait jadis fait son père Hugues d'Enghien, Englebert II refusa de relever son château d'Enghien du comte de Hainaut, mais en fit relief du duc de Brabant. 
Baudouin V de Hainaut vient assiéger le château d'Enghien pour forcer Englebert II a rétracter son hommage envers le duc de Brabant. Voyant que le comte de Hainaut faisait construire un pierrier et apprenant que le duc de Brabant ne viendrait pas le secourir, Englebert II se rendit au comte. Le château d'Enghien fut alors neutralisé et Englebert II s'engagea à ne s'en servir ni contre le duc ni contre le comte. 

### Décès et inhumation à l'abbaye de Ninove
La date de son décès est connue. Le 2 décembre 1193, en présence de sa famille et de quelques proches, sur son lit de mort, il fit des donations pieuses en faveur de l'abbaye de Ninove. Huit jours plus tard (le 10 décembre donc), il était décédé et on l'inhumait à l'abbaye de Ninove dont les avoués, les Grimbergen, étaient ses cousins.

## Mariage et enfants
Englebert II d'Enghien avait épousé une certaine Elisabeth. Ils eurent pour enfants, au moins, : 
1. Hugues d'Enghien, cité avec son père en 1173, probablement mort jeune et sans postérité.
2. Englebert III, seigneur d'Enghien de décembre 1193 à 1244 environ, marié à Alélaïde/Ide d'Avesnes, fille de Jacques d'Avesnes et d'Adélaïde de Guîse.
3. Une fille, citée comme l'épouse d'un certain Guillaume en 1193.
4. Gisèle d'Enghien, vivante en 1193.

L'identité d'Elisabeth a longtemps été débattue. On en faisait généralement une Trazegnies, sur la base d'une confusion faite par un auteur ancien du XVIIIe siècle, Christophe Butkens. Celui-ci ayant mal lu et retranscrit une charte de 1224, en fit une soeur d'Otton de Trazegnies dit l'Oncle. Cette charte, qui est le testament d'Englebert III d'Enghien, a été correctement éditée depuis et n'indique absolument pas que Otton était l'oncle maternel du testateur et donc qu'Elisabeth était sa sœur ! L'identification avec une fille de Godefroid de Bruxelles et d'Helvide de Trazegnies, une soeur de cet Otton de Trazegnies dit l'Oncle, a aussi été avancée, mais s'avère impossible chronologiquement. Finalement, la publication d'une charte pour l'abbaye de Ghislenghien, combinée avec d'autres documents, permet de proposer une identification bien plus vraisemblable. Elisabeth, l'épouse d'Englebert II d'Enghien serait une Bruxelles-Aa, soeur de Walter de Bruxelles-Aa, et donc fille de Léon de Bruxelles-Aa et de son épouse Mathilde. 